# M21 SWS
M21 SWS(영어: M21 Sniper Weapon System)는 미국 국방부가 1960년대에 잠시 동안 채용하였던 M14을 개량한 저격총이다.

## 개요
베트남 전쟁 동안 사용할 저격총을 원했던 미국 육군은 정확도 및 신뢰성이 높고, 빠르게 두 번째 탄을 발사할 수 있는 M14 전투 소총을 저격용으로 개량하였다. 제식명 XM21를 부여받고 1975년까지 시험받았고, 그 후로 M21로서 정식 채용되어 1988년까지 육군의 공식적인 저격총이었다. 그 뒤 M24 SWS가 M21을 대체하는 공식 저격총으로 채용되었고, M21은 현재 지정 사수용 소총으로 아프가니스탄과 이라크에서 쓰이고 있다.

## XM25/M25
XM25는 미국 특수 작전 사령부에서 요구하는 성능을 만족하기 위한 요청에 의해 10 특수부대단에서 개량한 것으로 M24를 대체하기 위한 것이 아니다. 1980년대부터 미국 육군 특수부대와 네이비 씰에서 사용하고 있다. 사막의 폭풍 작전에서 일부 쓰였다.
미국 특수 작전 사령부는 XM25를 가리켜 '경량 저격총(Light Sniper Rifle)'로 부르며, '저격 경비 장비(Sniper Security System)'또는 '생산 강화된 M21(Product Improved M21)'으로도 부른다.

## 사진

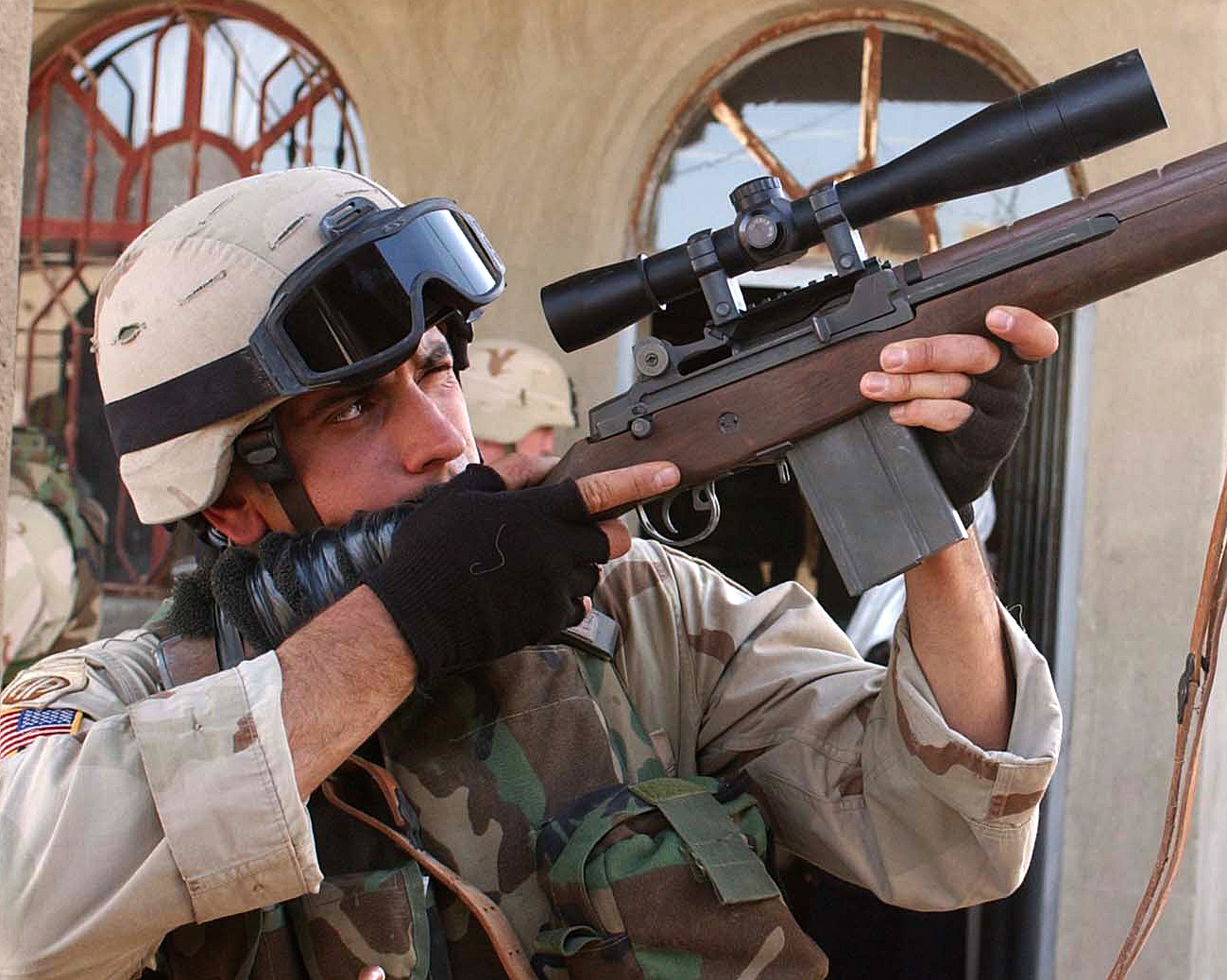
이라크에서의 M21 사수
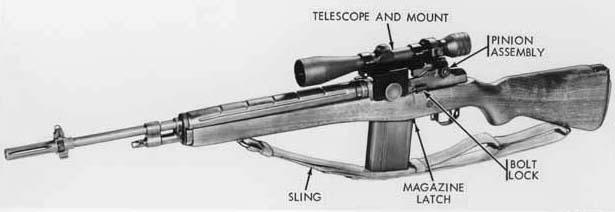
M21 좌측면
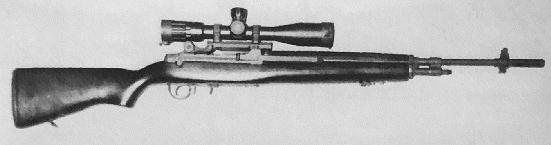
M25 우측면
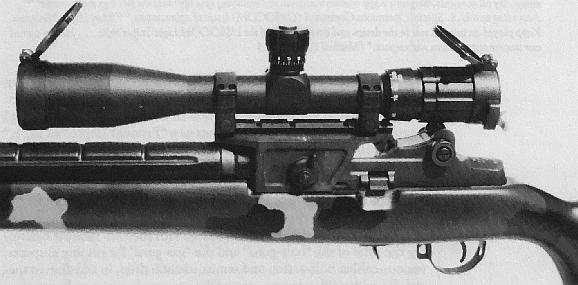
M25 망원 스코프를 장착한 M21

## 같이 보기
- 저격총
- 소총
- M14 소총
- M24 SWS